# Romang (Indonésie)
Pour les articles homonymes, voir Romang.
Romang (Pulau Romang) est une île d'Indonésie de la mer de Banda située dans la province des Moluques. C'est une des îles Barat Daya. 
Administrativement, Romang fait partie du Kecamatan Pulau Pulau Terselatan, kabupaten des Moluques du Sud-Ouest.